# عبده موتة (فلم)
عبدة موتة فيلم مصري إنتاج عام 2012. وهو فيلم للكبار فقط لما يحتويه من مشاهد عنف

## القصة
تدور أحداث الفيلم حول بلطجى يعمل في تجارة المخدرات بعد أن يفقد والديه في ظروف غامضة، يتخذ من قوته سلاح لفرض الإتاوات على أهالي الحي والمنطقة التي يقطن بها، في الوقت الذي تتعلق فيه بنت الحارة أنغام (حورية فرغلي) وتتطلع إلى الزواج منه، وعلى الجهة الأخرى تقع الراقصة ربيعة (دينا) في علاقة غير شرعية معه. يحاول البلطجي عبده (محمد رمضان) أن يستغل ذلك في بدء الأمر حتى يقرر أن يغير محور حياته نهائيا، ولكن لكل شر نهاية حتمية.

## الممثلون
- محمد رمضان عبده موتة
- دينا ربيعة
- حورية فرغلي انغام
- سيد رجب مختار العو
- رحاب الجمل
- صبري عبد المنعم
- مجدي بدر
- شادي خلف
- عفاف رشاد
- منى ممدوح
- محمد الجوهري
- بدرية طلبة
- بوسي

## روابط خارجية
- مقالات تستعمل روابط فنية بلا صلة مع ويكي بيانات